# Васильевка (Васильевский сельсовет)
Васи́льевка — село в Измалковском районе Липецкой области России. Административный центр Васильевского сельского поселения.

## География
Васильевка находится в западной части региона, в лесостепной зоне, на берегу реки Семенёк, образующей Глотовский и Барановский пруды. На противоположном берегу расположена деревня Бахтияровка.
Имеется одна улица — Центральная.

### Климат
Климат характеризуются как умеренно континентальный, с умеренно холодной продолжительной зимой и тёплым летом. Средняя температура воздуха самого холодного месяца (января) — −11…−9,9 °C; самого тёплого месяца (июля) — 19,5 — 20 °C. Вегетационный период длится в среднем 180 дней. Среднегодовое количество атмосферных осадков варьирует в пределах от 450 до 500 мм, из которых около 75 % выпадает в тёплый период в виде дождя.

## Топоним
Первоначально — Глотово, по владельцу и основателю — дворянина Глотова, выходца из Сибири, которому за особые заслуги была подарена земля на реке Семенек.
После постройки храма во имя святителя Василия Великого стало селом Васильевским.

## История
О дате основания села сведений не сохранилось.
Существовавший в селе в начале ХХ столетия каменный храм являлся третьим по счету со времени открытия местного прихода. До него первый деревянный храм сгорел в августе 1766 года, а второй, построенный на том же месте и освященный в 1771 году, просуществовал до 1825 года, когда был разобран за ветхостью. Последний, третий каменный храм был построен на средства майора Никанора Егоровича Глотова на другом месте.

## Население
| 2010 |
| ---- |
| 286  |

### Национальный состав
Согласно результатам переписи 2002 года, в национальной структуре населения русские составляли 89 % из 342 чел.

## Инфраструктура
Личное подсобное хозяйство.
Основа экономики — сельское хозяйство.

## Транспорт
Через село проходят просёлочные дороги, а также автомобильная дорога.
Остановка общественного транспорта «Васильевка».